# Копіласький перевал
Копиласький перевал або Копіласький — перевал в Українських Карпатах через Чивчини Мармароського масиву. Розташований на межі Івано-Франківської області, (Україна) та жудця Марамуреш (Румунія), неподалік від гори Копилаш (1599 м), за 0,6 км на північний захід від її вершини.

## Географія
Висота перевалу 1500 м. Це один з найвищих перевалів Українських Карпат. Розташований у сідловині під горою Копилаш, на її північно-західному схилі. Через перевал проходить ґрунтова дорога, яка перетинає українсько-румунський кордон і з'єднує села Зелене, Явірник (Верховинський район) та Руська Поляна (комуна Русь Поляни). У перспективі на цьому перевалі планується створити контрольно-пропускний пункт для пішохідних туристів з України та Румунії.